# Коли зупинився час (серіал)
Коли зупинився час (кор. 시간이 멈추는 그때) — це південнокорейський серіал, що розповідає про чоловіка Мун Чун У, який має здібність зупиняти час, та жінку Кім Сон-а, що не піддається здібності Чун У та може вільно переміщуватися у світі, в якому зупинений час. Серіал показувався з 24 жовтня 2018 по 29 листопада 2018 щосереди та щочетверга на каналі KBS W. У головних ролях Кім Хьон Джун, Ан Чі Хьон та Ін Кьо Чін.

## Сюжет
Мун Чун У може зупиняти час, що й використовує у своїй роботі. Одного дня, він переїжджає до підвалу одного будинку, яким володіє Кім Сон А. Вона тяжко працює на декількох роботах, щоб оплатити кредит свого батька. Чун У відкриває, що його здібність не має впливу на Сон А і вона, як і він, може вільно переміщуватися у зупиненому світі.
Мьон У є одним із посланців Бога, які повинні підтримувати баланс у світі. Він займається тим, що ловить людей, які маніпулюють часом та використовують надприродні можливості.

## Акторський склад

### Головні актори
- Кім Хьон Джун як Мун Чун У[2]

Мун Чун У може зупиняти час і цю силу використовує для того, щоб викрадати певні антикварні речі з подальшим відновленням їхнього початкового стану. Він жив разом із старим чоловіком, який допомагає дізнаватися інформацію про антикварні речі, а також зберігає ці речі. Одного дня цей чоловік повідомляє Чун У про те, щоб він шукав нове помешкання. Тому Чун У переїжджає до нового дому, який належить Кім Сон-а.
- Ан Чі Хьон як Кім Сон А[2]

Кім Сон А є домовласником будівлі, яка залишилася їй від батька. Але й також вона має виплатити велику суму боргу, що був укладений її батьком. Тому Сон А майже весь свій вільний час приділяє заробітку грошей, працюючи на декількох роботах протягом дня. Однак кредитор все жорсткіше ставить вимоги до виплату кредит, і через це Сон А знаходить ще одного мешканця, який погодився жити квартирі на підвальному рівні.
- Ін Кьо Чін як Мьон У, посланець Бога[2]

Мьон У є одним із найкращих серед женців смерті і працює під керівництвом бога разом з іншими посланцями. Він полює на людей, що використовують свої сили для задоволення своїх потреб. Тим самим, підтримуючи баланс у світі.

### Другорядні актори
- Чу Сок Тхе як Бог (Сін)
- Лі Сі Хо як Чхве Ін Соп
- Ім Ха Рьон як отримувач
- Пек Сін Хий як Су На
- Кім Ян У як Пак Су Кван
- Ко Ин Мі
- Кім Сі Ин
- Ю Ин Чін
- Кім Хан Чон

## Оригінальні звукові доріжки
| At the moment: When Stopped Pt. 1 (Original Television Soundtrack) | At the moment: When Stopped Pt. 1 (Original Television Soundtrack) | At the moment: When Stopped Pt. 1 (Original Television Soundtrack) | At the moment: When Stopped Pt. 1 (Original Television Soundtrack) |
| #                                                                  | Назва                                                              | Виконавець                                                         | Тривалість                                                         |
| ------------------------------------------------------------------ | ------------------------------------------------------------------ | ------------------------------------------------------------------ | ------------------------------------------------------------------ |
| 1.                                                                 | «Its Over You»                                                     | Чон Тон Ха                                                         | 3:35                                                               |
| 2.                                                                 | «As You Dream»                                                     | Miso, Lara                                                         | 3:36                                                               |
| 3.                                                                 | «Its Over You — Instrumental»                                      | Чон Тон Ха                                                         | 3:35                                                               |
| 4.                                                                 | «As You Dream — Instrumental»                                      | Miso, Lara                                                         | 3:36                                                               |

| At the moment: When Stopped Pt. 2 (Original Television Soundtrack) | At the moment: When Stopped Pt. 2 (Original Television Soundtrack) | At the moment: When Stopped Pt. 2 (Original Television Soundtrack) | At the moment: When Stopped Pt. 2 (Original Television Soundtrack) |
| #                                                                  | Назва                                                              | Виконавець                                                         | Тривалість                                                         |
| ------------------------------------------------------------------ | ------------------------------------------------------------------ | ------------------------------------------------------------------ | ------------------------------------------------------------------ |
| 1.                                                                 | «I Promise You»                                                    | Че Оп                                                              | 3:19                                                               |
| 2.                                                                 | «A Perfect Day»                                                    | IMFACT                                                             | 3:30                                                               |
| 3.                                                                 | «I Promise You — Instrumental»                                     | Че Оп                                                              | 3:19                                                               |
| 4.                                                                 | «A Perfect Day — Instrumental»                                     | IMFACT                                                             | 3:30                                                               |

| At the moment: When Stopped Pt. 3 (Original Television Soundtrack) | At the moment: When Stopped Pt. 3 (Original Television Soundtrack) | At the moment: When Stopped Pt. 3 (Original Television Soundtrack) | At the moment: When Stopped Pt. 3 (Original Television Soundtrack) |
| #                                                                  | Назва                                                              | Виконавець                                                         | Тривалість                                                         |
| ------------------------------------------------------------------ | ------------------------------------------------------------------ | ------------------------------------------------------------------ | ------------------------------------------------------------------ |
| 1.                                                                 | «The Temperature of Time»                                          | Хан Син Йон                                                        | 4:06                                                               |
| 2.                                                                 | «The Temperature of Time — Instrumental»                           | Хан Син Йон                                                        | 4:06                                                               |

| At the moment: When Stopped Pt. 4 (Original Television Soundtrack) | At the moment: When Stopped Pt. 4 (Original Television Soundtrack) | At the moment: When Stopped Pt. 4 (Original Television Soundtrack) | At the moment: When Stopped Pt. 4 (Original Television Soundtrack) |
| #                                                                  | Назва                                                              | Виконавець                                                         | Тривалість                                                         |
| ------------------------------------------------------------------ | ------------------------------------------------------------------ | ------------------------------------------------------------------ | ------------------------------------------------------------------ |
| 1.                                                                 | «The Maze»                                                         | SNUPER                                                             | 4:35                                                               |
| 2.                                                                 | «The Maze — Instrumental»                                          | SNUPER                                                             | 4:35                                                               |

| At the moment: When Stopped Pt. 5 (Original Television Soundtrack) | At the moment: When Stopped Pt. 5 (Original Television Soundtrack) | At the moment: When Stopped Pt. 5 (Original Television Soundtrack) | At the moment: When Stopped Pt. 5 (Original Television Soundtrack) |
| #                                                                  | Назва                                                              | Виконавець                                                         | Тривалість                                                         |
| ------------------------------------------------------------------ | ------------------------------------------------------------------ | ------------------------------------------------------------------ | ------------------------------------------------------------------ |
| 1.                                                                 | «You're My All»                                                    | Кім Та Йон                                                         | 3:26                                                               |
| 2.                                                                 | «You're My All — Instrumental»                                     | Кім Та Йон                                                         | 3:26                                                               |

| At the moment: When Stopped Pt. 6 (Original Television Soundtrack) | At the moment: When Stopped Pt. 6 (Original Television Soundtrack) | At the moment: When Stopped Pt. 6 (Original Television Soundtrack) | At the moment: When Stopped Pt. 6 (Original Television Soundtrack) |
| #                                                                  | Назва                                                              | Виконавець                                                         | Тривалість                                                         |
| ------------------------------------------------------------------ | ------------------------------------------------------------------ | ------------------------------------------------------------------ | ------------------------------------------------------------------ |
| 1.                                                                 | «Just for My Love»                                                 | Кім Хьон Чун                                                       | 4:02                                                               |
| 2.                                                                 | «Just for My Love — Instrumental»                                  | Кім Хьон Чун                                                       | 4:02                                                               |

## Рейтинги
Під час прем'єри першої серії серіал отримав дуже низький рейтинг 0,1 %, і тому рейтинги наступних серій, які також були низькими, не стали відомі загалу. Однак, серіал отримав значну популярність серед міжнародних глядачів, а саме, він отримав рейтинг 9,6 балів із 10, отримавши близько 6,000 оглядів (відгуків), та додали його до свого списку відстеження близько 60000 осіб.